# Karajakoepovocultuur
De Karajakoepovocultuur (Russisch: Караякуповская культура) is een archeologische cultuur van de Zuidelijke Oeral. Ze is vernoemd naar een site nabij het dorp Karajakoepovo in het district Tsjisjminski van Basjkortostan. De cultuur bevond zich binnen de grenzen van het historische Basjkirië van de 9e-10e eeuw.
Onderzoekers associeerden de Karajakoepovocultuur, samen met de voorafgaande Koesjnarenkovocultuur, ofwel met de Oegriërs en de voorouders van de Hongaren, ofwel met de Proto-Basjkieren.

## Oorsprong
Volgens sommige onderzoekers kwamen de makers van het Karajakoepovo-aardewerk vanuit de regio's van Zuid-Siberië naar de Zuidelijke Oeral. De oorsprong van de Karajakoepovocultuur en een aantal naburige culturen, waaronder de Toerbaslycultuur, werd in verband gebracht met de Centraal-Aziatische Dzjetyasarcultuur en de voorouders van de Basjkieren.

## Cultuur
Het grootste deel van de sites wordt vertegenwoordigd door nederzettingen. Het gebied van de nederzettingen was maximaal 1000 m². Ze lagen op heuvels en waren versterkt met een of twee lage wallen en greppels.
Daarnaast vond men grafheuvels met een diameter van 8–10 m en een hoogte van 40–60 cm. Bij en in de graven vond men sporen van rituele begrafenissen van paarden (huid, hoofd en vier benen). De plaatsing van de paardenhuiden toont de steppetradities van de cultuur. Mensen werden begraven in houten kisten. De bodems van de kisten waren bedekt met vilt, wollen stoffen en matten. Voordat ze in het graf werden neergelaten werden de kisten in een vuur gehouden. Dit imiteerde het ritueel van crematie. De benen van de doden waren vaak vastgebonden met touwen, zodat de overledene niet kon opstaan en de overlevenden kwaad kon doen. Op de kisten werden zadels en hoofdstellen geplaatst. Soms werden bij het graf holtes gegraven om daarin zadel- en hoofdstellen te plaatsen.